# Ayase Ueda
Ayase Ueda (n. 28 august 1998, Mito, Japonia) este un fotbalist japonez.
Ueda a debutat la echipa națională a Japoniei în anul 2019.

## Statistici
| Japonia | Japonia | Japonia |
| An      | Meciuri | Goluri  |
| ------- | ------- | ------- |
| 2019    | 6       | 0       |
| Total   | 6       | 0       |